# Andréi Smirnov (nadador)
Andréi Vladislávovich Smirnov (en ruso: Андре́й Владисла́вович Смирно́в; Leningrado, Unión Soviética, 11 de abril de 1957-San Petersburgo, Rusia, 16 de octubre de 2019) fue un nadador ruso, especializado en pruebas de cuatro estilos, donde consiguió ser medallista de bronce olímpico en 1976 en los 400 metros.

## Carrera deportiva
En los Juegos Olímpicos de Montreal 1976 ganó la medalla de bronce en los 400 metros estilos, con un tiempo de 4:26.90 segundos, tras los estadounidenses Rod Strachan  que batió el récord del mundo con 4:23.68 segundos, y Tim McKee.
Y en el Campeonato Mundial de Natación de 1975 celebrado en Cali, Colombia, ganó la plata en 400 metros estilos, y el bronce en los 200 metros estilos.

## Palmarés internacional
| Juegos Olímpicos               | Juegos Olímpicos    | Juegos Olímpicos  | Juegos Olímpicos |
| Año                            | Lugar               | Medalla           | Prueba           |
| ------------------------------ | ------------------- | ----------------- | ---------------- |
| 1976                           | Montreal ( Canadá)  | Medalla de bronce | 400 m estilos    |
| Campeonato Mundial de Natación |                     |                   |                  |
| 1975                           | Cali ( Colombia)    | Medalla de bronce | 200 m estilos    |
| 1975                           | Cali ( Colombia)    | Medalla de plata  | 400 m estilos    |
| Campeonato Europeo de Natación |                     |                   |                  |
| 1974                           | Viena ( Australia)  | Medalla de bronce | 400 m estilos    |
| 1977                           | Jönköping ( Suecia) | Medalla de plata  | 400 m estilos    |
| 1977                           | Jönköping ( Suecia) | Medalla de plata  | 200 m estilos    |